# Sclerophrys gutturalis
Sclerophrys gutturalis – gatunek płaza bezogonowego z rodziny ropuchowatych (Bufonidae).

## Taksonomia i systematyka
W 1927 roku płaza tego opisał John Hyacinth Power, nadając mu nazwę Bufo regularis gutturalis, czyli uznając za podgatunek ropuchy panterowatej. Do rangi gatunku podnieśli go Tandy i Keith w 1972 roku. W 2006 roku Frost i inni przenieśli go do rodzaju Amietophrynus. Ohler i Dubois w 2016 roku wykazali, że nazwa Amietophrynus jest młodszym synonimem nazwy Sclerophrys.
W 1976 roku Perret wykazał, że pierwszą osobą, która opisała ten gatunek, był Barboza du Bocage w 1868 roku. Nadana przez tego autora nazwa Bufo spinosus okazała się już zajęta przez Bufo spinosus Daudin, 1803, a później była synonimizowana z Bufo regularis, czyli ropuchą panterowatą.
Poniższy kladogram za Van Bocxlaer et al. ilustruje pokrewieństwa z pokrewnymi gatunkami:
|  | Sclerophrys brauni |
|  |                    |
|  | Sclerophrys poweri |
|  |                    |

|  | \| \| Sclerophrys gracilipes \| \| \| \| \| \| Sclerophrys gutturalis \| \| \| \| |
|  |                                                                                   |
|  | Sclerophrys garmani                                                               |
|  |                                                                                   |
|  | Sclerophrys gracilipes                                                            |
|  |                                                                                   |
|  | Sclerophrys gutturalis                                                            |
|  |                                                                                   |

|  | Sclerophrys gracilipes |
|  |                        |
|  | Sclerophrys gutturalis |
|  |                        |

|  | \| \| Sclerophrys gracilipes \| \| \| \| \| \| Sclerophrys gutturalis \| \| \| \| |
|  |                                                                                   |
|  | Sclerophrys garmani                                                               |
|  |                                                                                   |
|  | Sclerophrys gracilipes                                                            |
|  |                                                                                   |
|  | Sclerophrys gutturalis                                                            |
|  |                                                                                   |

|  | Sclerophrys gracilipes |
|  |                        |
|  | Sclerophrys gutturalis |
|  |                        |

|  | Sclerophrys brauni |
|  |                    |
|  | Sclerophrys poweri |
|  |                    |

|  | \| \| Sclerophrys gracilipes \| \| \| \| \| \| Sclerophrys gutturalis \| \| \| \| |
|  |                                                                                   |
|  | Sclerophrys garmani                                                               |
|  |                                                                                   |
|  | Sclerophrys gracilipes                                                            |
|  |                                                                                   |
|  | Sclerophrys gutturalis                                                            |
|  |                                                                                   |

|  | Sclerophrys gracilipes |
|  |                        |
|  | Sclerophrys gutturalis |
|  |                        |

|  | \| \| Sclerophrys gracilipes \| \| \| \| \| \| Sclerophrys gutturalis \| \| \| \| |
|  |                                                                                   |
|  | Sclerophrys garmani                                                               |
|  |                                                                                   |
|  | Sclerophrys gracilipes                                                            |
|  |                                                                                   |
|  | Sclerophrys gutturalis                                                            |
|  |                                                                                   |

|  | Sclerophrys gracilipes |
|  |                        |
|  | Sclerophrys gutturalis |
|  |                        |

## Występowanie
Zasięg występowania tego zwierzęcia jest bardzo rozległy, obejmuje większą część południowej połowy Afryki. Na północnym wschodzie sięga południowej Kenii, rozciąga się przez Tanzanię z wyjątkiem jej ziem północno-zachodnich. Jego północna granica na zachodzie przebiega już bardziej południkowo przez terytoria Demokratycznej Republiki Konga i Angoli, tym samym zawiera on południową część pierwszego z wymienionych państw i większość Angoli. Na zachodzie granica południowa przebiega na szerokościach geograficznych wiele niższych niż na wschodzie: płaz występuje w północnej Namibii, natomiast już w Botswanie nie stwierdza się go tylko na zachodzie kraju. Zamieszkuje on też ponad połowę terytorium Republiki Południowej Afryki – brakuje go na południu i zachodzie państwa. Spotkać go można w całym Lesotho, Eswatini, Zimbabwe, Mozambiku i Zambii. Został introdukowany na Mauritius i Reunion.
Płaz ten znakomicie adaptuje się do rozmaitych warunków środowiskowych. Zamieszkuje sawanny różnego typu, tereny trawiaste, zarośla, ale spotyka się go także na terenach zmienionych działalnością człowieka, np. rolniczych.

## Rozmnażanie
W wodzie, może wykorzystywać do tego celu zbiorniki istniejące jedynie okresowo, a nawet te stworzone przez człowieka.

## Status
Gatunek jest bardzo pospolity.
Inaczej niż w przypadku większości płazów, całkowita liczebność rośnie. Zwierzę rozprzestrzenia się w RPA, prawdopodobnie kosztem Sclerophrys capensis (= Bufo rangeri).